# Dawit Fikadu
Dawit Admasu Fikadu, né le 29 décembre 1995 en Éthiopie, est un athlète éthiopien naturalisé bahreinien, spécialiste du cross et du fond.

## Carrière
Comme Éthiopien, il remporte la Corrida de la Saint-Sylvestre à deux reprises, en 2014 et en 2017. Il remporte le 10 000 m lors des Championnats d'Asie 2019.
Il est médaillé d'or du 10 000 mètres aux Championnats panarabes d'athlétisme 2021 à Radès ainsi qu'aux Jeux de la solidarité islamique de 2021 à Konya et aux Jeux panarabes de 2023 à Oran.